# Soziales System
Soziales System ist ein zentraler Begriff der soziologischen Systemtheorie, der eine Grenze zieht zum Ökosystem, zum biologischen Organismus, zum psychischen System sowie zum technischen System. Sie alle bilden die Umwelt sozialer Systeme. Mindestvoraussetzung für ein soziales System ist die Interaktion mindestens zweier personaler Systeme oder Rollenhandelnder (Akteuren).

## Die Ansätze von Parsons und Luhmann
Innerhalb der soziologischen Systemtheorie besteht eine Kontroverse darüber, aus welchen strukturellen Elementen soziale Systeme bestehen. Nach Talcott Parsons sind es Handlungen, bei Niklas Luhmann sind es Prozesse der Kommunikation, die soziale Systeme konstituieren. Auch Kommunikation ist eine Handlung (beispielsweise Sprechakte) und oberflächlich betrachtet scheint dies ein Streit um Worte zu sein. Tatsächlich ergeben sich aber aus der Wahl des Grundbegriffs theoretische und empirische Konsequenzen.

## Das Konzept Gesellschaft als Beispiel
Parsons postuliert in seiner Evolutionstheorie die Heraufkunft eines system of modern societies (System moderner Gesellschaften), während Luhmann in seiner Systemtheorie den Begriff Weltgesellschaft verwendet.
Der handlungstheoretische Bezugsrahmen erlaubt es Soziologen, eine Vielfalt von gegenwärtigen Gesellschaften unter einem einheitlichen funktionalen Gesichtspunkt zu ordnen. Jede einzelne der so analysierten Gesellschaften steht in einer spezifischen kulturellen Tradition, grenzt sich von anderen Gesellschaften gebietsmäßig ab und ist durch eine spezifische normative Sozialstruktur gekennzeichnet, die deren Wertvorstellungen, Institutionen und Rollen prägt. Die Kultur der Moderne vereinigt entsprechend eine Vielfalt von beispielsweise amerikanischen, englischen, französischen, deutschen oder japanischen Entwicklungspfaden und Beiträgen. Vorläufer menschlicher sozialer Systeme sind Primatenhorden, die bereits strukturiert sind. Soziale Systeme sind daher nicht aus rationalen Entschlüssen der Menschen entstanden, sondern entsprechen seiner angeborenen Verhaltensdisposition.
Kommunikationstheoretiker richten dagegen den Fokus allein auf das, was kommuniziert wird. Ob in einem Unternehmen oder in der Kirche informiert, mitgeteilt, verstanden oder missverstanden wird, ist dabei einerlei. Die für das System Weltgesellschaft wichtigen Unterscheidungen (beispielsweise Zentrum/Peripherie, Interaktion/Organisation, Stratifikation/funktionale Differenzierung) werden alltäglich überall auf der Welt in jedem Moment durch und in Kommunikation erzeugt.
„Kommunikation“ nennt Luhmann die Operation, die soziale Systeme entstehen lässt und aufrechterhält. Eine Kommunikation schließt an vorherige anschlussfähige Kommunikationen an, führt sie weiter und ist damit immer auch eine anschlussfähige Voraussetzung für darauf folgende Kommunikationen. Keine Kommunikation verlässt das soziale System, das durch sie gebildet wird. Daher besteht ein klarer Unterschied zum Übertragungsmodell der Kommunikation. Im Gegensatz zu diesem geht es um einen selbstreferentiellen Prozess der Erzeugung von Kommunikation durch Kommunikation.
Luhmanns Forschungsprogramm zielte deshalb auf die Suche nach „evolutionären Errungenschaften“ ab, die weltumfassende Kommunikation ermöglichen oder erleichtern und bündeln helfen. Zu diesen gehören neben den Verbreitungsmedien Druck, Radio, Fernsehen und Computer auch die „symbolisch generalisierten Kommunikationsmedien“, deren wichtigste Liebe, Geld, Wahrheit und Macht sind.

## Soziales System und Individuum
Zur inneren Umwelt eines sozialen Systems gehört für Luhmann die Psyche der in ihm involvierten Individuen. Bereits Georg Simmel wies jedoch auf das „Einwohnen“ der Gesellschaft im Individuum hin, das gleichzeitig im „Drinnen“ und „Draußen“ lebt. Das Drinnen entzieht sich dabei teilweise der Zugänglichkeit durch Kommunikation. So ist der Einzelne „mit gewissen Seiten nicht Element der Gesellschaft“. Diesen Aspekt, z. B. die emotional tief verankerten individuellen religiösen Überzeugungen, nennt Simmel das „außersoziale Sein“ des Individuums.

## Kultur und Gesellschaft
Für die systemische Handlungstheorie ist das Konzept Kultur notwendiger Bestandteil ihres Bezugsrahmens. Kommunikationen und Handlungen sind in ein normatives Gewebe eingebettet, das die Wahrscheinlichkeit der Verständigung zwischen Akteuren garantieren soll. Der Systembegriff ist untrennbar mit der Vorstellung sozialer Ordnung verknüpft: Jede Aktion, die sinnhaft am normativen Horizont der Gesellschaft orientiert ist, trägt zur Stabilisierung des sozialen Systems bei.
Aus der Sicht der systemischen Kommunikationstheorie mangelt es dem Kulturkonzept an analytischer Trennschärfe. Ihre Vertreter interessieren sich ausschließlich für kommunikative Ereignisse, die analytisch in die Begriffsdreiheit Information, Mitteilung und Verstehen aufgelöst werden können. Das soziale System Gesellschaft leitet sich – diesem Ansatz zufolge – gerade nicht aus einem normativen Vorverständnis ab, sondern erscheint als stets unwahrscheinliches, prekäres Gebilde. Kommunikative Missverständnisse und Fehlübertragungen erscheinen weitaus wahrscheinlicher als Verständigung herstellende Handlungen.
Jay Wright Forrester erachtet drei kontraintuitive Eigenschaften in sozialen Systemen als wichtig: Die Gründe der Ursachen sind oft sehr entfernt in Raum und Zeit, das Identifizieren von leverage points sowie gegensätzliche kurzfristige und langfristige Konsequenzen.

## Politisches System
Als „politisches System“ wird die Gesamtheit jener staatlichen und außerstaatlichen Einrichtungen und Akteure, Regeln und Verfahren bezeichnet, die innerhalb eines abgegrenzten Handlungsrahmens von Politikstrukturen an fortlaufenden Prozessen der Formulierung und Lösung politischer Probleme sowie der Herstellung und Durchsetzung allgemein verbindlicher politischer Entscheidungen beteiligt sind.